# Massacre de Damour

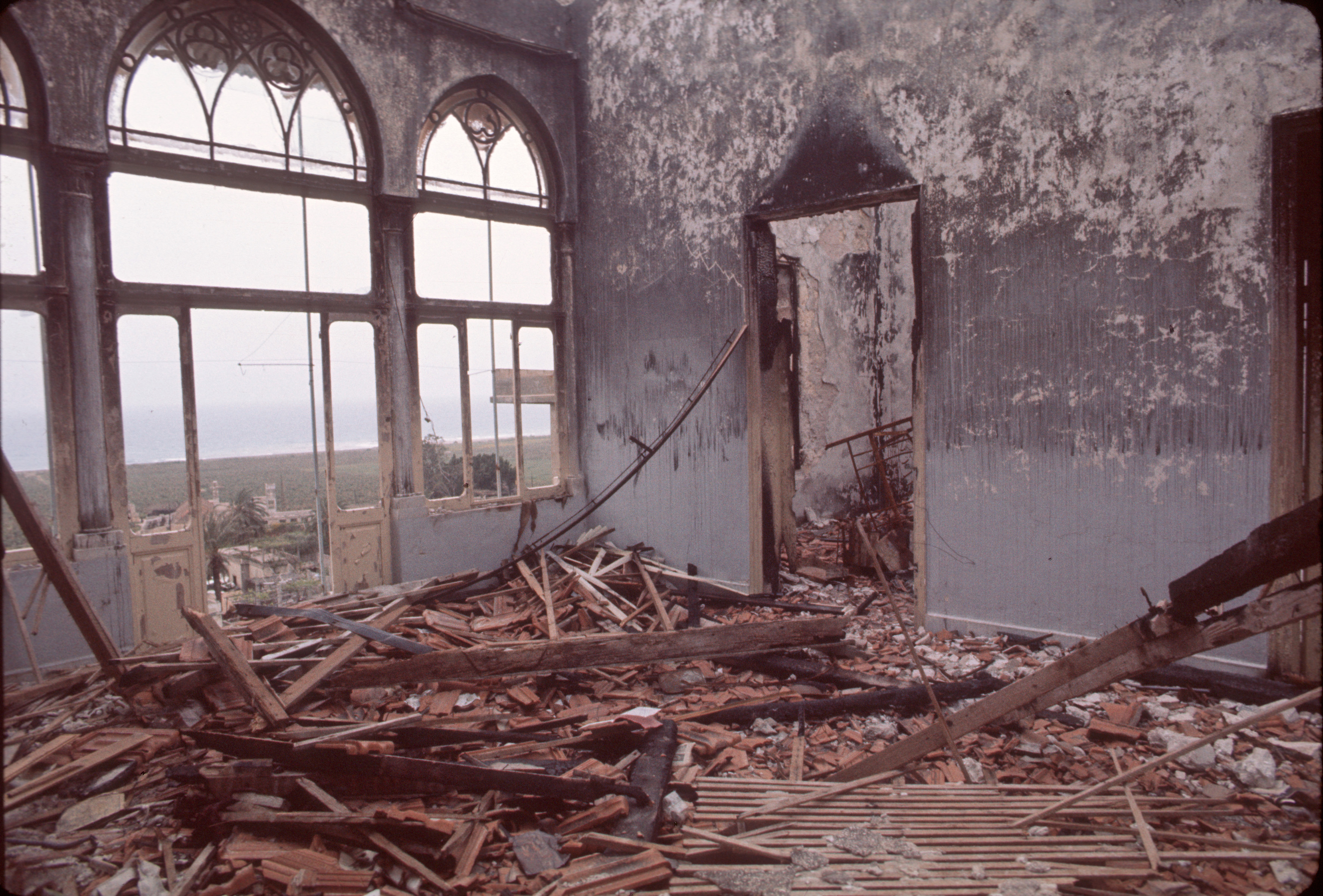
Uma casa destruída em Damour em abril de 1974, foto de Jean-Jacques Kurz (Arquivos do Comitê Internacional da Cruz Vermelha)

O Massacre de Damour ocorreu durante a Guerra Civil Libanesa em 20 de janeiro de 1976.
Damour, uma cidade cristã situada ao sul de Beirute, foi atacada por militantes da Organização para a Libertação da Palestina. Cerca de 330 pessoas foram mortas - entre civis e combatentes -, e o restante foi obrigado a fugir.